# 彭尼法姆斯
彭尼法姆斯（英語：Penney Farms）是美国佛罗里达州克萊縣下属的一座城镇。建立于1927年。面积约为3.6平方公里（约合1.4平方英里）。根据2010年美国人口普查，该市有人口611人。论人口在本州排行第359。